# Зайнаб бінт Хузайма
Зайнаб бінт Хузайма (араб. زينب بنت خزيمة) — п'ята дружина пророка Мухаммеда, мати правовірних. Походила з войовничого племені Амір ібн Саса. За мусульманським переданням вона виявляла милосердя до нужденних, за що її називали Умм Масакін (мати бідних).
Першим чоловіком Зайнаб був Туфайл ібн Харіс. Вона розлучилася з ним і вийшла заміж за Убайду ібн Харіса, який загинув у битві при Бадрі.
У 625 р. Мухаммед послав своїх представників до племені Амір ібн Саса, однак усіх їх убили. Тому стосунки цього племені з мусульманами різко погіршилися. Мухаммед, не бажаючи кровопролиття, вирішив шукати альтернативних методів для залагодження конфлікту. Для цього він у 626 р. одружився з представницею цього племені — Зайнаб бінт Хузаймою.
Зайнаб померла через кілька місяців після весілля.
За мусульманським переданням Зайнаб була набожною жінкою, багато часу проводила в молитві та щедро роздавала милостиню.